# Le Pacificateur
Pour les articles homonymes, voir Pacificateur (homonymie).
Pour le film de Francis Boggs, voir The Peacemaker (film, 1912).
Pour plus de détails, voir Fiche technique et Distribution.
Le Pacificateur (The Peacemaker) est un film américain réalisé par Mimi Leder, sorti en 1997. C'est aussi le premier film des studios DreamWorks.

## Synopsis
À la suite des accords START mettant fin à 50 ans de guerre froide, toutes les têtes nucléaires doivent être désamorcées. Mais 10 têtes nucléaires d'un missile SS-18 russe sont volées par le commando du général Kodoroff dont une qu'il fait exploser pour se couvrir et tuant 1 500 personnes.
La Dre Julia Kelly, responsable de la sécurité nucléaire à Washington, doit retrouver, avec l'aide du lieutenant-colonel Tom Devoe, l'ensemble des ogives.

## Fiche technique
Sauf indication contraire, les informations mentionnées dans cette section peuvent être confirmées par les bases de données cinématographiques IMDb et Allociné,  présentes dans la section « Liens externes ».
- Titre original : The Peacemaker
- Titre français : Le Pacificateur
- Réalisation : Mimi Leder
- Scénario : Michael Schiffer, Andrew Cockburn et Leslie Redlich Cockburn
- Musique : Hans Zimmer
- Décors : Leslie Dilley
- Costumes : Shelley Komarov
- Photographie : Dietrich Lohmann
- Son : Anna Behlmer, J. Paul Huntsman, Tom Lalley, Andy Nelson
- Montage : David Rosenbloom
- Production : Branko Lustig et Walter F. Parkes
  - Production déléguée : Michael Grillo et Laurie MacDonald
  - Coproduction : Andrew Cockburn, Leslie Redlich Cockburn et Pat Kehoe
  - Coproduction déléguée : John Wells
- Société de production : DreamWorks Pictures
- Sociétés de distributions : DreamWorks Distribution (États-Unis) ; United International Pictures (France, Belgique, Suisse romande)
- Budget : 50 millions de $[1],[2]
- Pays de production :  États-Unis
- Langues originales : anglais, russe, serbe, bosniaque, croate, polonais
- Format : couleur (Technicolor / DuArt) — 35 mm — 2,35:1 — son DTS / Dolby Digital / SDDS
- Genre : action, thriller
- Durée : 124 minutes
- Dates de sortie[3] :
  - États-Unis, Québec : 26 septembre 1997
  - France : 12 novembre 1997[4]
  - Belgique, Suisse romande : 19 novembre 1997[5]
- Classification :
  - États-Unis : les enfants de moins de 17 ans doivent être accompagnés d'un adulte (R – Restricted)[N 1]
  - France : tous publics[6]
  - Belgique : tous publics (Alle Leeftijden)[5]
  - Québec : 13 ans et plus (violence) (13+ / 13 years and over)[7]

## Distribution
- George Clooney (VF : Robert Guilmard) : le lieutenant colonel Thomas Devoe
- Nicole Kidman (VF : Brigitte Berges) : Dr. Julia Kelly
- Marcel Iures (VF : Michel Vigné) : Dusan Gavrich
- Armin Mueller-Stahl (VF : Philippe Dumat) : Dimitri Vertikoff
- Goran Visnjic : Sergent Bazta
- Alexandre Balouïev : le général Aleksandr Kodoroff
- Randall Batinkoff : Ken
- Gary Werntz (VF : Patrick Messe) : Terry Hamilton
- Michael Boatman (VF : Serge Faliu) : le lieutenant Beach
- Matt Adler (VF : Thierry Wermuth) : Alan
- Alexander Strobele (VF : Patrick Floersheim) : Dietrich Schuhmacher
- Harsh Nayyar (VF : Michel Papineschi) : Dr. Amir Taraki
- Thom Matthews : le major Rich Numbers
- Holt McCallany (VF : Thierry Ragueneau) : Mark Appleton
- Louis Mustillo (VF : Gilbert Levy) : Costello
- Carlos Gomez (VF : Patrick Borg) : Santiago
- Rene Medvesek : Vlado Mirich
- Slavko Juraga : Stevo
- Hannah Werntz : élève pianiste

## Production

### Tournage
Le tournage a eu lieu du 29 mai au 16 septembre 1996 en Slovaquie (Čremošné, Horná Štubňa  et Bratislava), Macédoine, et aux États-Unis (New York, Los Angeles et Philadelphie).

## Accueil

### Box-office
| Pays                | Box-office      | Nb. de semaines | Classement TLT | Date  |
| ------------------- | --------------- | --------------- | -------------- | ----- |
| Monde               | 110 463 140 $   | -               | -              | Total |
| États-Unis / Canada | 41 263 140 $    | -               | -              | Total |
| France              | 676 344 entrées | -               | -              | Total |

## Nominations
- Blockbuster Entertainment Awards 1998 : actrice préférée dans un film d’action / aventure pour Nicole Kidman
- Political Film Society 1998 : exposé[11],[N 2]

## Éditions en vidéo
En France, le film Le Pacificateur est sorti en DVD le 20 mars 2001. Par la suite, le film est ressorti en DVD le 6 septembre 2006 et en VOD le 15 octobre 2017.

## Autour du film
- Gary Werntz et Hannah Werntz sont respectivement le mari et la fille de la réalisatrice Mimi Leder.
- Hannah Werntz fait sa première apparition au cinéma. Elle joue le rôle d'une élève pianiste s'exerçant sur la Nocturne op. 55 no 1 de Chopin[14].
- Le Pacificateur est la toute première production des studios DreamWorks SKG (Spielberg/Katzenberg/Geffen). C'est également la première réalisation pour le cinéma de la réalisatrice Mimi Leder, qui officiait auparavant sur la série Urgences, où l'on trouvait déjà George Clooney ainsi que Goran Viznjic.